# Jan Zemek
Podplukovník Jan Zemek (3. května 1915 Vlčnov – 6. července 1994 Brno) byl československý voják a příslušník výsadku Silver B.

## Mládí
Narodil se 3. května 1915 ve Vlčnově. Otec Jan byl kovář, matka Františka, rozená Mikulcová byla v domácnosti (zemřela v roce 1916, otec se v roce 1922 znovu oženil). Z obou manželství měl Zemek dva bratry a sestru.
Ve Vlčnově vychodil obecnou školu a dvě třídy školy měšťanské. V roce 1928 se rodina přestěhovala do Brna. Zde dokončil měšťanskou školu a nastoupil jako praktikant u zasilatelské firmy.

## Vojenská služba
Vojenskou prezenční službu nastoupil 3. října 1935 v Opavě. Zde absolvoval poddůstojnickou školu a v roce 1936 byl povýšen na svobodníka. Ten samý rok podepsal závazek jako délesloužící poddůstojník. Byl převelen do Brna, kde sloužil až do března 1939.
Po okupaci Československa nacistickým Německem a vzniku Protektorátu Čechy a Morava vstoupil na vlastní žádost do vládního vojska a byl převelen do Rychnova nad Kněžnou.

## V exilu
V prosinci 1939 se rozhodl opustit protektorát. Uprchl přes Slovensko, byl ale zadržen v Maďarsku. Při deportaci zpět na Slovensko se mu podařilo uprchnout. Poté se přes Jugoslávii, Turecko, Řecko a Sýrii dostal do Francie, kde byl v Agde prezentován do československé zahraniční armády.
V řadách československého zahraničního vojska se zúčastnil bojů na frontě. Po pádu Francie se mu nepodařilo dostat se do evakuačních lodí. Do Velké Británie se proto dostal oklikou přes Afriku až začátkem roku 1941. Po příchodu byl 2. března znovu zařazen ke 2. pěšímu praporu.
V létě 1941 byl vybrán do programu přípravy na nasazení v Protektorátu Čechy a Morava. V rámci této přípravy prodělal od 15. srpna do 7. listopadu 1941 sabotážní kurzy a parašutistický kurz. Již v hodnosti četaře byl poté zařazen do formující se skupiny operace Silver B jako velitel.

## Nasazení
Členové výsadku Silver B byli společně s příslušníky výsadků Anthropoid a Silver A vysazeni v noci z 28. na 29. prosinec 1941. Spolu s Vladimírem Škachou byli vinou navigační chyby vysazeni u obce Kasaličky u Přelouče. Při doskoku došlo k poškození radiostanice a oběma výsadkářům se ani nepodařilo uchytit se na kontaktních adresách. Proto se přesunuli na jižní Moravu, kde se Zemek po zbytek války ukrýval (Škáchu dopadlo gestapo). Na jaře 1945 se Zemek v okolí Buchlova připojil k partyzánům, v jejichž řadách se dočkal konce druhé světové války.
Od prosince 1941 do začátku května 1945 prožil 1224 dnů v ilegalitě a spolu s Otmarem Riedlem příslušníkem výsadku Benjamin se stal jediným parašutistou tzv. první operační vlny z let 1941–1942, jenž vydržel na svobodě.

## Po válce
Po osvobození se prezentoval na MNO. Zůstal nadále v činné službě a byl přidělen k 28. pěšímu pluku a následně k 63. instruktážnímu praporu. Od července 1945 do ledna 1946 byl postupně povyšován až do hodnosti nadporučíka.
V roce 1950 byl z armády propuštěn a následně 2 roky vězněn na Mírově. Po propuštění pracoval v Brně jako strojní zámečník v První brněnské strojírně.
V roce 1990 byl rehabilitován a povýšen do hodnosti podplukovníka. Zemřel 6. července 1994 v Brně.

## Vyznamenání
- 1944 –  Pamětní medaile československé armády v zahraničí se štítky Francie a Velká Británie
- 1944 –  Československý válečný kříž 1939
- 1944 –  Československá medaile za zásluhy I. stupně
- 1944 –  Československá medaile Za chrabrost před nepřítelem